# Trachyandra sanguinorhiza
Trachyandra sanguinorhiza är en grästrädsväxtart som beskrevs av Boatwr. och John Charles Manning. Trachyandra sanguinorhiza ingår i släktet Trachyandra och familjen grästrädsväxter. Inga underarter finns listade i Catalogue of Life.